# Omar Vázquez Heredia
Omar Vázquez Heredia (Venezuela) es un escritor, dramaturgo y politólogo venezolano. Ha sido profesor de la Universidad Central de Venezuela (UCV) y colaborador de la Revista Nueva Sociedad.

## Biografía
Se graduó como politólogo en la Universidad Central de Venezuela (UCV) e hizo un doctorado en Ciencias Sociales en la Universidad de Buenos Aires (UBA). Fue becado por el Consejo Nacional de Investigaciones Científicas y Técnicas (CONICET) de Argentina, el Centro de Estudios para el Desarrollo Laboral y Agrario de Bolivia y Consejo Latinoamericano de Ciencias Sociales (CLACSO), con sede en Buenos Aires.
En 2019 colaboró en la publicación Dossier: "Políticas del pensamiento en América Latina: Proyectos intelectuales en disputa" de la UBA y también publicó Estados en disputa, coescrito junto a varios autores, editado por Hernán Ouviña y Mabel Thwaites Rey, y publicado por el CLACSO.
En 2020 fue ganador del Premio del Concurso para Autores Inéditos Mención Dramaturgia de Monte Ávila Editores con su libro Un encuentro en el Estadio Universitario. En 2021 ganó el Concurso Cruzando Fronteras con su obra teatral Y llegó un gato a sus vidas, que narra la historia de un profesor jubilado y los conflictos que enfrenta en su vida y con su familia.
En octubre de 2021 publicó Amazonía y expansión mercantil capitalista, coescrito junto a varios autores y publicado por el CLACSO.

## Obras
- La cuestión chavista: Estado extractivista y nación petrolera (2018)
- Estados en disputa (2019)
- Un encuentro en el Estadio Universitario (2020)

- Amazonía y expansión mercantil capitalista: Nueva frontera de recursos en el siglo XXI (2021)
- Y llegó un gato a sus vidas (2022)